# Ciro dos Anjos
Cyro Versiani dos Anjos (Montes Claros, 5 de outubro de 1906 — Rio de Janeiro, 4 de agosto de 1994) foi um jornalista, professor, advogado, cronista, romancista, ensaísta e memorialista brasileiro.

## Biografia

Ciro dos Anjos, Marques Rebelo, José Lins do Rego, Eustáquio Duarte e Willy Lenin.

Foi o 13º dos quatorze filhos de um fazendeiro-professor e de uma mulher igualmente ilustrada, que lhe possibilitaram uma educação qualificada. Fez os cursos primário e secundário em sua cidade natal. Em 1923 foi para Belo Horizonte, onde cursou Direito na Universidade Federal de Minas Gerais e se formou em 1932. Durante os anos de faculdade, trabalhou como funcionário público e jornalista. Trabalhou no Diário da Tarde, no Diário do Comércio, no Diário da Manhã, no Diário de Minas, em A Tribuna e no Estado de Minas.
Depois de formado, exerceu a advocacia em sua cidade natal,  depois voltou para Belo Horizonte, à imprensa e ao serviço público, onde ocupou cargos importantes na administração estadual. Foi oficial de gabinete do secretário das Finanças, oficial de gabinete do governador, diretor da Imprensa Oficial, membro do Conselho Administrativo do Estado e presidente do mesmo Conselho. De 1940 a 1946 foi professor de Literatura Portuguesa na Faculdade de Filosofia de Minas Gerais. Em 1933, como redator de A Tribuna, publicou uma série de crônicas, que seriam o embrião do seu mais famoso romance, O amanuense Belmiro, lançado em 1937. A obra, escrita na linha machadiana, relata a vida de um funcionário público da capital mineira.
Em 1946 transferiu-se para o Rio de Janeiro, onde voltou a exercer funções burocráticas, agora na administração federal.  Durante o governo do presidente Eurico Gaspar Dutra, ocupou as funções de assessor do ministro da Justiça, diretor do Instituto de Previdência e Assistência dos Servidores do Estado - IPASE, e presidente do mesmo instituto, em 1947. Colaborou também em diversos órgãos da imprensa carioca.
Em 1952, convidado pelo Itamarati, foi para o México, onde regeu a cadeira de Estudos Brasileiros na Universidade Autônoma do México. Em 1954 exerceu idêntica função na Universidade de Lisboa. Lá, no mesmo ano, publicou o ensaio A criação literária. Ao voltar para o Brasil, em fins de 1955, foi subchefe do Gabinete Civil do governo Juscelino Kubitschek e, mais tarde, lecionou na Universidade de Brasília e foi membro do Tribunal de Contas do Distrito Federal.
Aposentando-se em 1976, voltou a residir no Rio de Janeiro, porém, não se desligou das atividades do ensino, ministrando o curso "Oficina Literária" na Universidade Federal do Rio de Janeiro.
Como intelectual, conviveu com a geração de Carlos Drummond de Andrade, João Afonso de Guimarães e outros escritores de peso. É considerado o romancista mais sutil e poético da geração de 30. Em meio a um conjunto de obras de denúncia social e registros das contradições brasileiras, seus romances destacam-se pelo lirismo e pela delicadeza de traços. Ocupou a cadeira nº 01 da Academia Mineira de Letras.
Foi grande amigo de Juscelino Kubitschek e Carlos Drummond de Andrade, a quem convidou para padrinho de seu filho Francisco, que se casou com Maria Edelvais Jeker (bisneta do senador Tubertino Ferreira Rios). Cyro dos Anjos vem a ser avô de Joana Jeker dos Anjos, uma das maiores ativistas pela conscientização do câncer de mama no Brasil.

## Homenagens
Em 1965, ano da criação da Faculdade de Direito da Fundação Universitária Norte Mineira (atual Universidade Estadual de Montes Claros - Unimontes), seus primeiros alunos decidiram homenagear Ciro dos Anjos batizando sua associação estudantil de Diretório Acadêmico Ciro dos Anjos, hoje Centro Acadêmico Cyro dos Anjos.
Em 1997 o Tribunal de Contas do Estado de Minas Gerais ofereceu o 1.° Concurso de Monografia  “Prêmio Ministro Cyro dos Anjos” com o objetivo de incentivar a cultura e o estudo de temas afetos ao controle e à fiscalização das contas públicas..

## Principais obras

### Romances
- O amanuense Belmiro (1937)
- Abdias (1945)
- Montanha (1956)

### Ensaios
- A Criação Literária (1954)

### Memórias
- Explorações no Tempo (1963)
- A Menina do Sobrado (1979)

### Poesia
- Poemas Coronários (1964)

### Cartas
- Cyro & Drummond: correspondência de Cyro dos Anjos e Carlos Drummond de Andrade (2012)

## Prêmios literários
- da Academia Brasileira de Letras, pelo romance Abdias, em 1945;
- do PEN-Clube do Brasil pelo livro Explorações no tempo, em 1963.
- Prêmio Jabuti (categoria Biografias e/ou memórias) da Câmara Brasileira do Livro pela publicação de A menina do sobrado, em 1979.

## Academia Brasileira de Letras
Em 1 de abril de 1969 foi eleito para a Academia Brasileira de Letras, cadeira 24, na sucessão de Manuel Bandeira, tendo sido recebido pelo acadêmico Aurélio Buarque de Holanda Ferreira, em 21 de outubro do mesmo ano.